# وارن کریستی
وارن کریستی (انگلیسی: Warren Christie؛ زادهٔ ۴ نوامبر ۱۹۷۵) یک هنرپیشه اهل بریتانیا است.
از فیلم‌ها یا برنامه‌های تلویزیونی که وی در آن نقش داشته است می‌توان به این یعنی جنگ، انگیزه و سرزمین اشاره کرد.